# Creoleon persicus
Creoleon persicus är en insektsart som beskrevs av Hölzel 1972. Creoleon persicus ingår i släktet Creoleon och familjen myrlejonsländor. Inga underarter finns listade i Catalogue of Life.